# زره‌پوش ضدتانک
شکارچی تانک یا نابودگر تانک (به انگلیسی: tank destroyer) نوعی ماشین جنگی زره پوش است که مسلح به توپخانه مستقیم یا پرتاب موشک با ظرفیت‌های عملیاتی محدود است و به‌طور خاص برای درگیری با تانک‌های دشمن طراحی شده‌است.
تانکها وسایل نقلیه زرهپوشی هستند که برای مبارزه در خط مقدم، ترکیب تحرکات عملیاتی و قابلیت‌های تهاجمی و دفاعی تاکتیکی هستند؛تانک‌ها تمام وظایف اصلی نیروهای زرهی را انجام می دهند. از سوی دیگر،شکارچی تانک به‌طور خاص طراحی شده‌است تا تانک‌های دشمن و سایر وسایل نقلیه زرهی را از بین ببرد.بسیاری از آن‌ها دارای یک شاسی زنجیردار هستند،در حالی که بقیه چرخدار هستند.

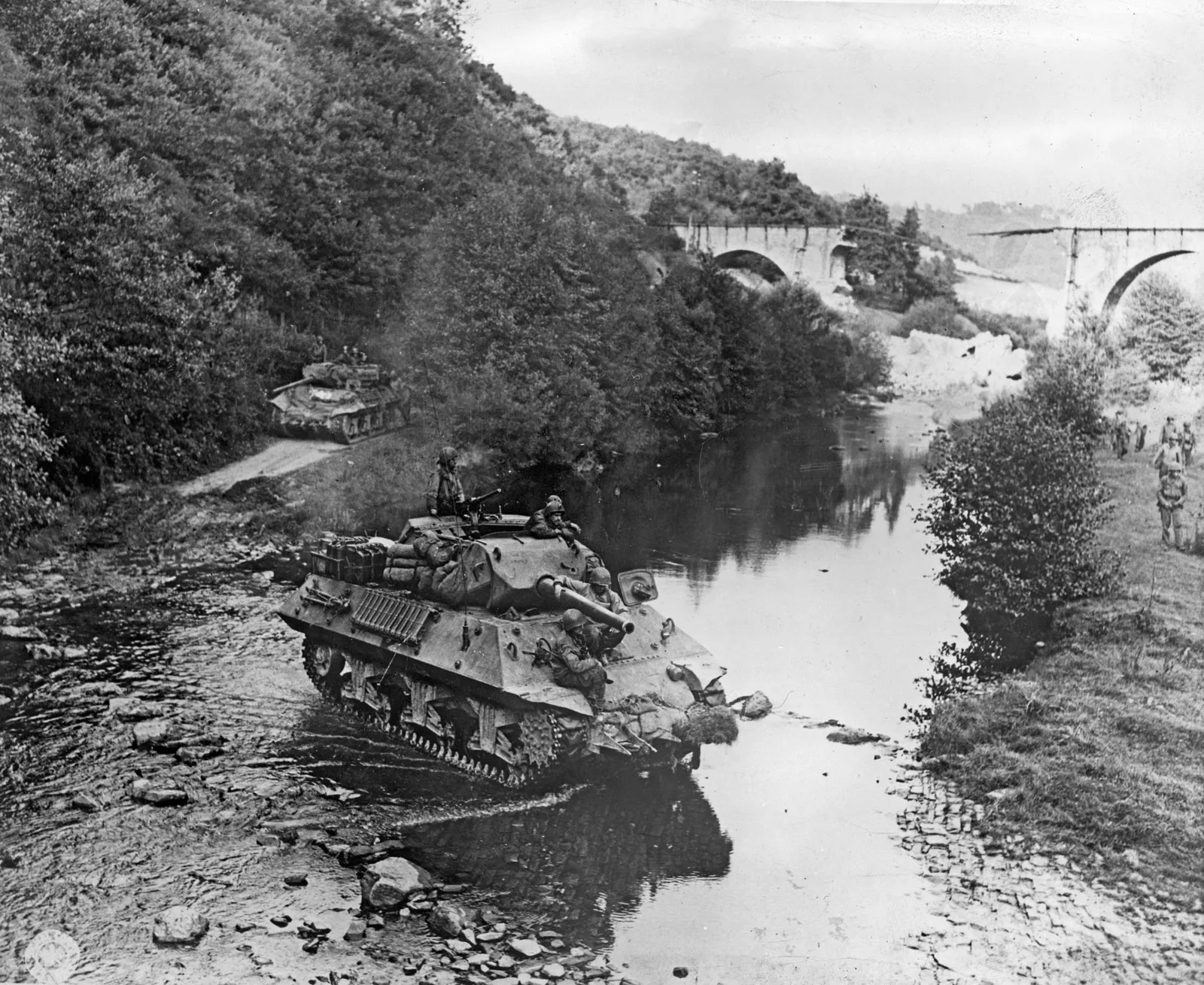
دو دستگاه شکارچی تانک آمریکایی M10 در فرانسه در طی جنگ جهانی دوم

از زمان جنگ جهانی دوم،شکارچی‌های تانک مجهز به توپ با به‌کارگیری تانک‌های اصلی میدان نبرد که قابلیت ایفای چند نقش را دارند تقریباً کنار گذاشته شده اند،با این حال زره پوش‌های سبک مجهز به موشک‌های هدایت شونده ی ضد تانک (به انگلیسی:ATGM) معمولاً برای درگیری با تانکها درفواصل دور استفاده می‌شوند.
هرچند امروزه بسیاری از خودروهای رزمی پیاده نظام (IFV) موشک‌های ضد تانک را در جنگ حمل می‌کنند و هلیکوپترهای تهاجمی همچنین توانایی ضد تانک را به میدان جنگ اضافه می‌کنند اما هنوز خودروهای ضد تانک اختصاصی با موشک‌هایی با برد بالا برای درگیری با تانک‌هایی که از لحاظ زرهی قوی تر هستند حمل می‌کنند. این خودروهای رزمی زره پوش عملاً توانایی درگیری مستقیم با زره پوش‌های قوی تر مثل تانک‌های اصلی میدان نبرد را ندارند ولی با بهبود ساخت موشک‌های ضد تانک خودروهای رزمی پیاده نظام به تهدیدی جدی برای زره پوش‌های دیگر بدل شده‌اند.

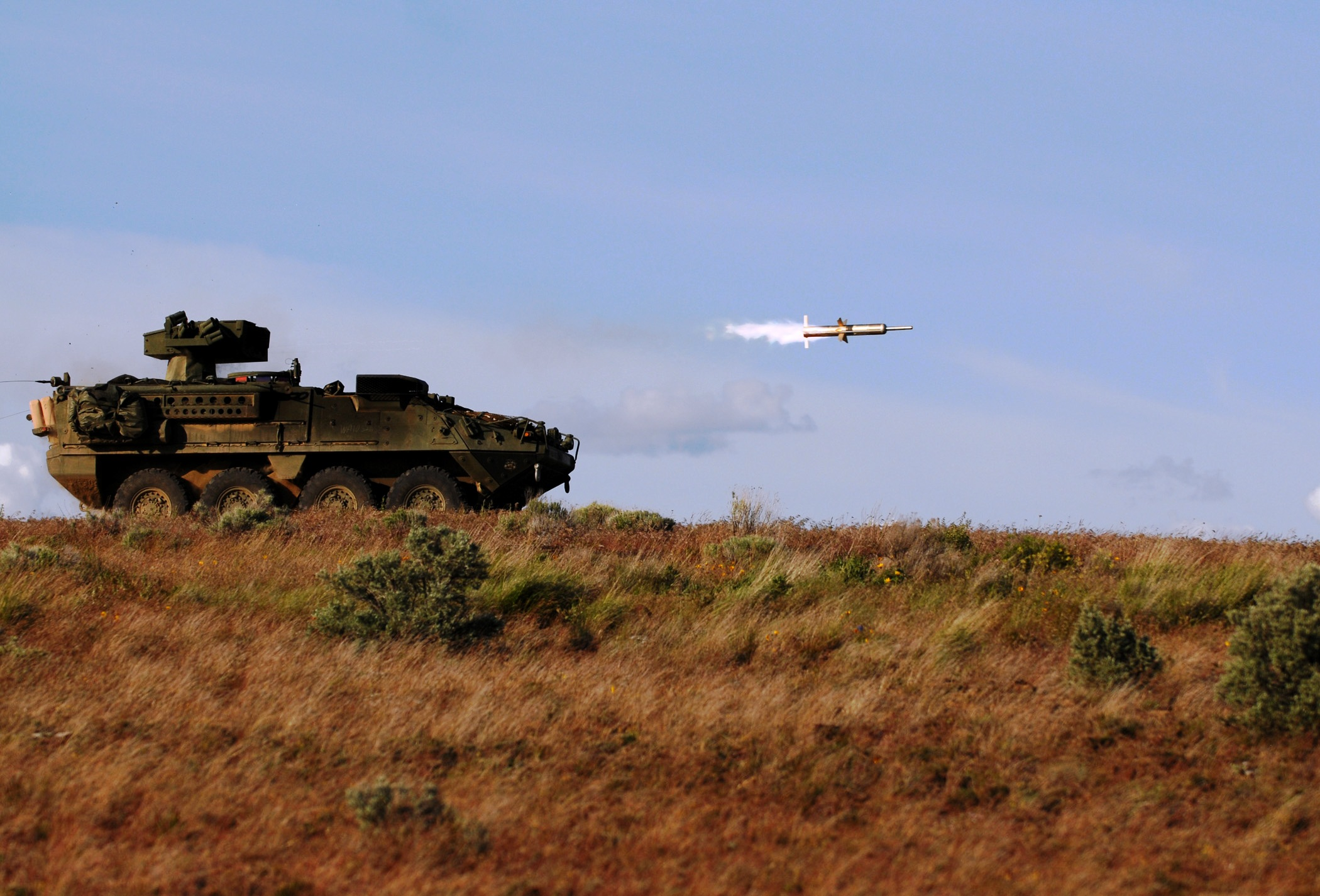
استریکر M1134 ATGMV(خودروی ضد تانک مجهز به موشک هدایت شونده) یکی از مدرن‌ترین خودروهای زره پوشی که امروزه در نقش ضدتانک ظاهر می‌شود.

از خودروهای زره پوشی که امروزه این نقش را عهده‌دار شده اند می‌توان به Mowag PirahnaوStrykerو AMX 10 RC اشاره کرد.